# مائمو
مائمو (انگلیسی: Maaemo) یک رستوران سه‌ستارهٔ نروژی است که در شهر اسلو واقع شده‌است. نام رستوران برگرفته از زبان فنلاندی و به معنای «زمین مام» است. در این رستوران غذاهای نوردیک ارائه می‌شود و در پخت آن از مواد اولیهٔ ارگانیک و کشاورزی زیست‌پویا و محصولات فرآوری‌نشدهٔ طبیعی استفاده می‌شود. سرآشپز این رستوران اسبن هولمبو بانگ است.
این رستوران همراه با گرانیوم دانمارک، نخستین رستوران نوردیک بود که در فوریه ۲۰۱۶ سه ستاره میشلن از راهنمای میشلن دریافت کرد.